# Gunachli (Kelbajar)
Gunachli est un village de la région de Kelbajar en Azerbaïdjan.

## Histoire
Jusqu'en 1992, le nom du village était Kilsali. En 1993-2020, le village était sous le contrôle des forces armées arméniennes. Le 25 novembre 2020, sur la base d'un accord trilatéral entre l'Azerbaïdjan, l'Arménie et la Russie en date du 10 novembre 2020, la région de Kelbajar, y compris le village de Gunachli, a été restituée sous le contrôle de l'Azerbaïdjan.

## Sources
Garadaghli, Orta boulag, Soyouq boulag, Fatiolan, Xhalillar talaci, Kichmich boulag, Sari boulag, Chirchir boulag, Goy boulag, Ag boulag, Galaytchigalan, Taplar, Gol yeri, Bakhajag, Tourchsou, At goroughu, Baldirghanli, Khirman, Talalar, Garamallikh, Aghdach, Yourdlar, Altchali, Novlou, etc.